# Baeoura trihastata
Baeoura trihastata är en tvåvingeart som först beskrevs av Alexander 1949.  Baeoura trihastata ingår i släktet Baeoura och familjen småharkrankar. Inga underarter finns listade i Catalogue of Life.